# فرانچسکو آنتوناتزی
فرانچسکو آنتوناتزی (انگلیسی: Francesco Antonazzi; ۲۴ مهٔ ۱۹۲۴ – ۲۵ فوریهٔ ۱۹۹۵) بازیکن فوتبال اهل ایتالیا بود.
از باشگاه‌هایی که در آن بازی کرده‌است می‌توان به باشگاه ورزشی لاتزیو اشاره کرد.